# Внуков, Тихон Митрофанович
Тихон Митрофанович Внуков (11 августа 1890, Малоархангельский уезд, Орловская губерния — 24 сентября 1937, Одесса) — ректор Одесского института народного образования.

## Биография
Родился 11 августа 1890 года в Орловской губернии в крестьянской семье.
В 1909 году сдал экзамены на звание народного учителя и работал в земской школе.
В 1915 – 1917 годах служил в царской армии.
В 1919 году вступил в РКП(б). Служил при штабе 58-й дивизии Красной Армии.
В 1920 году переехал в г. Ананьев, где заведовал отделом народного образования исполкома уездного совета и в совпартшколе.
Весной 1921 года перевелся в Одесский губернский отдел образования.
В 1923 году был избран депутатом Одесского городского совета.
С февраля 1924 года был сотрудником Одесской комиссии краеведения при Всеукраинской Академии Наук.
В 1925 – 1927 годах обучался на экономическом факультете Одесского института народного хозяйства.
В 1926 – 1930 годах был ректором Одесского института народного образования, в котором преподавал экономическую географию.
В начале 1930-х годов заведовал отделом в Одесском горкоме КП(б)У.
В 1934 – 1936 годах работал ответственным секретарем и членом президиума Одесского областного совета профсоюзов.
В 1936 – 1937 годах был директором Одесского историко-археологического музея.
Репрессирован. Осужден к смертной казни 23 сентября 1937 года. Реабилитирован в 1957 году.